# Шпиляк, Мика
Мика Шпиляк (хорв. Mika Špiljak, 28 ноября 1916, Одра, Королевство Хорватия и Славония, Австро-Венгрия — 18 мая 2007, Загреб, Хорватия) — югославский (хорватский) политический деятель, председатель Президиума СФРЮ (1983—1984), председатель Союзного Исполнительного Вече СФРЮ (1967—1969).

## Биография
Родился в бедной семье железнодорожного рабочего в деревне Бушина, за несколько дней до переезда в деревню Одра-Сисак. Трудовую деятельность начал в 16 лет сапожником. С 1933 примкнул к рабочему движению, участвовал в забастовках и демонстрациях.
С 1935 — член Союза коммунистической молодёжи Югославии, с 1938 — член коммунистической партии Югославии (КПЮ). В 1940 избран членом ЦК СКЮ, в том же году — секретарём комитета КПЮ города Покупле.
С 1941 – участник партизанского движения: 22 июня был одним из основателейпервого сисакского партизанского отряда. С мая 1942 был политруком 6-го партизанского батальона Бания и до конца Второй мировой войны оставался на важных должностях в Югославской народной армии и КПЮ.
В 1945—1951 — секретарь Загребского горкома коммунистической партии Хорватии, в 1945—1949 — секретарь Народного фронта Загреба, в 1949—1950 — мэр Загреба.
Член ЦК Хорватского союза коммунистов в 1946—1969, член ЦК СКЮ в 1952—1969 и с 1974.
В 1951—1958 работал в Исполнительном комитете ЦК Хорватского коммунистического союза.
1963—1967 — председатель Исполнительного Совета Социалистической Республики Хорватии.
в 1966—1969 и 1974—1978 — член Президиума ЦК СКЮ.
1967—1969 — председатель Союзного исполнительного веча Югославии.
1969—1974 — председатель Народного Веча Союзной Скупщины.
1970—1980 — председатель Совета Союза профсоюзов Югославии.
Как председатель Народного Веча Союзной Скупщины СФРЮ подписал от имени и по поручению Иосипа Броза Тито Конституцию 1974 года.
1982—1983 — член Президиума СК Хорватии.
1983—1984 — член Президиума и Председатель Президиума СФРЮ.
1984—1986 — секретарь ЦК Союза коммунистов Хорватии. Открыл Зимние Олимпийские игры 1984 в Сараево.
Считался одним из представителей ордоксального течения среди хорватских коммунистов, в отличие от Владимира Бакарича и Стипе Шувара. 

## Награды и звания
- Народный Герой Югославии (1953).
- Награждён орденом Героя Социалистического Труда.
- Почётный гражданин Загреба (1980)[4].